# Palestrina (opera)
Palestrina è un'opera lirica in tre atti in lingua tedesca di Hans Pfitzner. Il libretto, denominato "Leggenda musicale", è dello stesso compositore. Scritta tra il 1912 e il 1915, venne rappresentata la prima volta al Prinzregententheater di Monaco di Baviera il 12 giugno 1917 sotto la direzione di Bruno Walter ed è ispirata alla leggenda secondo la quale Giovanni Pierluigi da Palestrina avrebbe salvato dal bando della Chiesa la musica sacra polifonica componendo una messa.
Maggiore realizzazione di Pfitzner, si inserisce nel filone neoromantico di ispirazione wagneriana, ed ebbe un certo successo negli ambienti tedeschi conservatori, in particolari a quelli contrari a Busoni, Schönberg e alla Seconda scuola di Vienna.

## Tempo e luogo dell'azione
L'azione si svolge nel novembre e dicembre 1563, l'anno in cui si concluse il Concilio di Trento: gli atti I e II a Roma, nella casa di Palestrina, l'atto III a Trento, nel palazzo del principe-vescovo Madruscht. Tra gli atti I e II passano circa 8 giorni, mentre tra gli atti II e III trascorrono circa 2 settimane.

## Organico orchestrale
Pfitzner ha scritto l'opera per grande orchestra comprendente:
- 4 flauti (III e IV anche ottavino e flauto alto), 3 oboi (III anche corno inglese), 3 clarinetti (II e III anche clarinetto piccolo), clarinetto basso, 3 fagotti, controfagotto
- 6 corni, 4 trombe, 4 tromboni, basso tuba
- timpani, percussioni
- 2 arpe, celesta, 2 mandolini
- archi

Da sonare internamente:
- 2 ottavini, 2 clarinetti, 3 mandolini, chitarra, organo, campane tubolari, tam-tam

## Brani celebri
- Preludi sinfonici dei tre atti

## Incisioni discografiche
- 1972 - Rafael Kubelík, coro e orchestra sinfonica della Radio Bavarese - Nicolai Gedda, Karl Ridderbusch, Dietrich Fischer-Dieskau, Bernd Weikl, Heribert Steinbach, Hermann Prey, Helen Donath, Brigitte Fassbaender - Deutsche Grammophon
- 1986-88 - Otmar Suitner, coro e orchestra dell'Opera di Stato di Berlino - Peter Schreier, Siegfried Lorenz, Ekkehard Wlaschiha, Carola Nossek, Rosemarie Lang